# Редант гејм акс
Redant Game Axe (Game Axe) је конзола за игру фирме Redant која је почела да се производи у Тајвану током 1995. године.
Користила је 8-битну NMOS 6502 микропроцесорску јединицу а RAM меморија конзоле је имала капацитет од 1Mb (до 4Mb). 

## Детаљни подаци
Детаљнији подаци о конзоли Game Axe су дати у табели испод.
|                       |                                                                                             |
| [ 1 ]                 |                                                                                             |
| Произвођач            |                                                                                             |
| Тип                   | играчка конзола                                                                             |
| Меморија              | 1Mb (до 4Mb)                                                                                |
| Поријекло             | Тајван                                                                                      |
| Година                | 1995                                                                                        |
| Тастатура             | 8 смјерова стандардни дигитални управљач. 4 тастера (A, B, Turbo A, Turbo B). START, SELECT |
| Процесор              | 6502 (8-битни)                                                                              |
| Фреквенција процесора | 1,8                                                                                         |
| RAM                   | 1Mb (до 4Mb)                                                                                |
| ROM                   |                                                                                             |
| Текст                 |                                                                                             |
| Графика               | 160 x 192 са 16 боја, 64 спрајтова (8 x 8 пиксела, или 8 x 16)                              |
| Боја                  | 52                                                                                          |
| Звук                  | pAPU (pseudo-Audio Processing Unit), 4 аналогна канала, 1 дигитални канал                   |
| Димензије             | 32 x 18 x 7                                                                                 |
| Портови               |                                                                                             |
| Оперативни систем     |                                                                                             |